# Hans Oberbacher
Johann „Hans“ Oberbacher (* 18. Februar 1914 in Bozen; † 29. April 2012) war ein österreichischer Werbegrafiker und Hersteller von Reliefpanoramen. Neben vielen Arbeiten für einzelne Ferienregionen sind vor allem sein großes Alpenpanorama und der Alpenatlas bekannt.

## Leben
Hans Oberbacher wuchs in Innsbruck auf und besuchte die dortige Kunstgewerbeschule. Später übersiedelte er nach Vorarlberg, wo er neben der Reliefkartografie auch werbegrafisch tätig war. Unter anderem gestaltete er Sujets für die Käseindustrie, die jahrzehntelang in Verwendung waren. Später übersiedelte er nach Giaveno in der Nähe Turins, wo er einige Zeit die Professur an der dortigen Akademie übernahm. Er lebte zuletzt in Bayern.
Sein Lebenswerk ist die reliefartige Darstellung der alpinen Tourismuswelt von Italien, Österreich, der Schweiz und Deutschland. Seine Werke verfügen über plastische Qualität und gute vermessungstechnische Übertragung, denn die Zeichnung von komplexen  Landschaften und möglichst anschaulicher Panoramen unterliegt naturgemäß großen Verzerrungen. Infolge der hohen Qualität sind viele seiner Erzeugnisse inzwischen Sammelobjekte geworden.
Oberbachers größte Werke sind das Alpenpanorama von Marseille bis Wien, dessen Ausarbeitung neben vielfachem Überfliegen sechs Jahre dauerte und das im Original sechs Meter Breite hat, noch heute verkleinert als Kunstdruck im Handel erhältlich ist, und der „Alpenatlas“. Kleinere Werke, wie zum Beispiel Mittenwald mit Karwendelbahn, werden heute von einer tschechischen Firma im Internet präsentiert. Auch eine Reliefkarte von Großbritannien stammt aus seinen Händen. Weiters schuf er Porträtplastiken von Prominenten und andere wertvolle Plastiken.
Seine Werke künstlerischen Schaffens in Aquarellen und anderer Art befinden sich in Privatbesitz, gelegentlich werden davon Ausstellungen gestaltet.

## Vorarlberger Karten
- Marktgemeinde Lustenau 1957, Umgebungskarten Lustenau-Rheintal 1957 (1:6000 bis 50.000)
- Bregenz und Pfänderbahn 1956,
- Die Alpen (Panorama 1984, Grenoble bis Wien, Mayr Geogr.Verlag),
- Stadt Feldkirch 1:10.000, 1965
- Übersichtskarte Vorarlberg und Liechtenstein 1:175.000